# Col de Portel
Ne doit pas être confondu avec Col du Portel, Pas du Portel ou Col de Portech.
Le col de Portel, s'élevant à 1 435 m, est un col routier des Pyrénées dans le département de l'Ariège, entre les communes de Boussenac et d'Esplas-de-Sérou, entre Saint-Girons et Foix.

## Géographie
Col routier le plus élevé du massif de l'Arize, il se trouve entre le cap de Campets (1 502 m) au sud-est et le sommet de Portel à 200 m au nord-ouest et près duquel l'Artillac, affluent de l'Arize, prend sa source à la fontaine de la Crouzette. De nombreuses sources l'environnent.
Le col se situe sur la route départementale 72, route touristique de crête au centre du département de l'Ariège. Depuis l'ouest, l'itinéraire le plus usité est au départ de la vallée du Salat puis Rivèrenert par la D 33, puis la D 18 et enfin la D 72. Le col de Portel est le plus élevé de la ligne de crête située entre le col de la Crouzette et le col de Péguère (1 375 m) mais également du massif de l'Arize. Dans le secteur de ce dernier, plusieurs destinations sont possibles, mais la principale permet de descendre vers Foix par le col des Marrous (992 m) et la vallée de la Barguillière où s'écoule l'Arget.
La montée depuis le proche col de la Crouzette (1 244 m) est longue de 3,5 km avec un dénivelé de 181 m et une pente moyenne de 5,17 %. Le col de la Crouzette peut être grimpé depuis villages de Rimont (vallée du Baup) au nord, Rivèrenert (vallée du Nert) à l'ouest et Biert (vallée de l'Arac) au sud.

## Activités

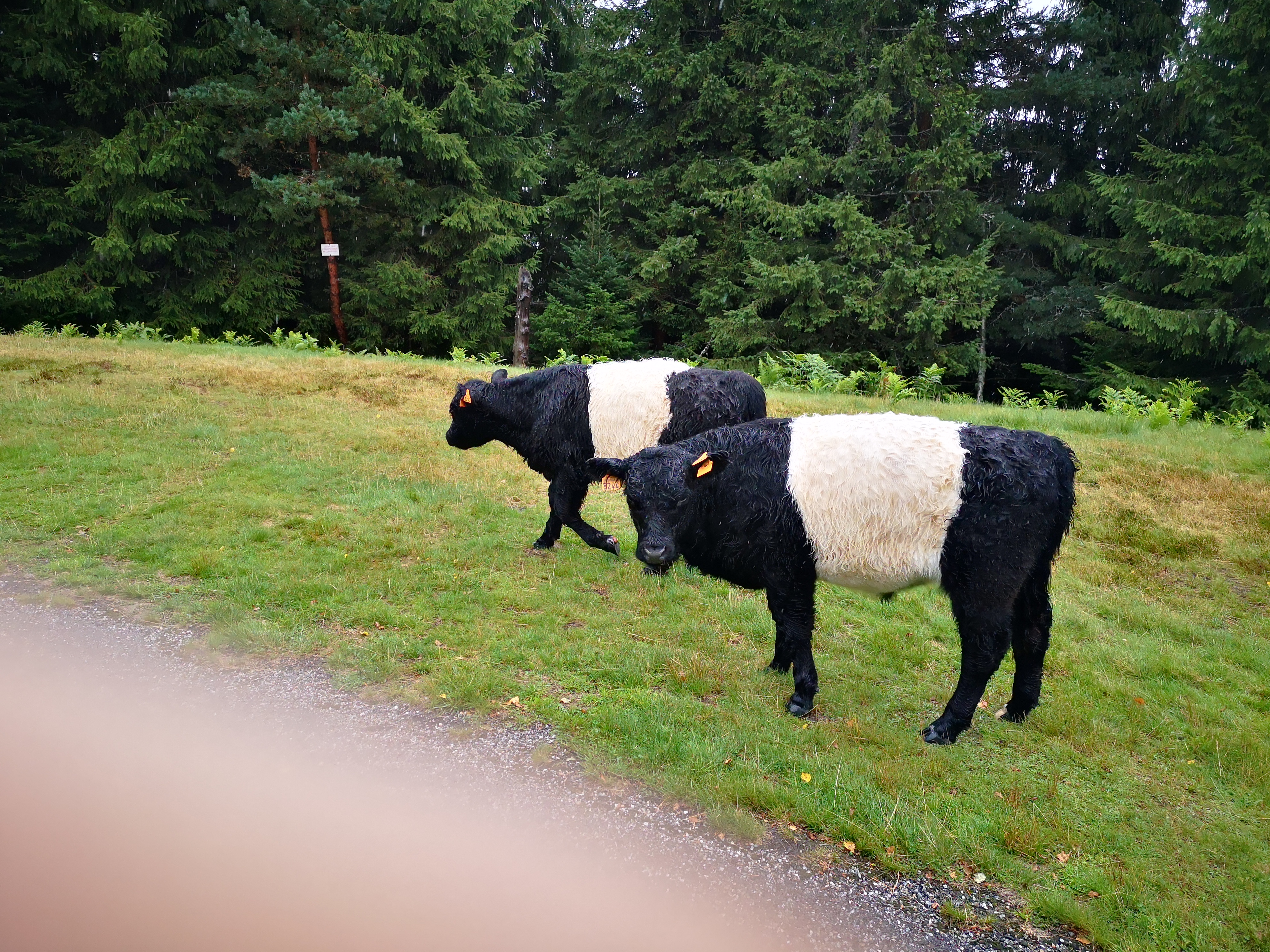
Bovins de race galloway ceinturée en estive près du col

### Cyclisme
Classé en première catégorie, le col a été emprunté par le Tour de France 2008 lors de la 11e étape reliant Lannemezan à Foix dont il était la principale difficulté. Amaël Moinard l'a alors franchi en tête.